# Siffleur à face rousse
Pachycephala rufogularis
Espèce
Répartition géographique
Statut de conservation UICN

 VU B2ab(i,ii,iii,iv,v);C2a(i) : Vulnérable
Le Siffleur à face rousse (Pachycephala rufogularis) est une espèce de passereaux de la famille des Pachycephalidae. Il est endémique d'Australie.

## Répartition et habitat
On le trouve uniquement dans l'est de l'Australie-Méridionale et le nord-ouest du Victoria. Il se reproduit dans les bambous de 5 à 8 m de haut. Il vit également dans les prairies de Triodia.